# Nuytsia floribunda
Espèce
Classification phylogénétique

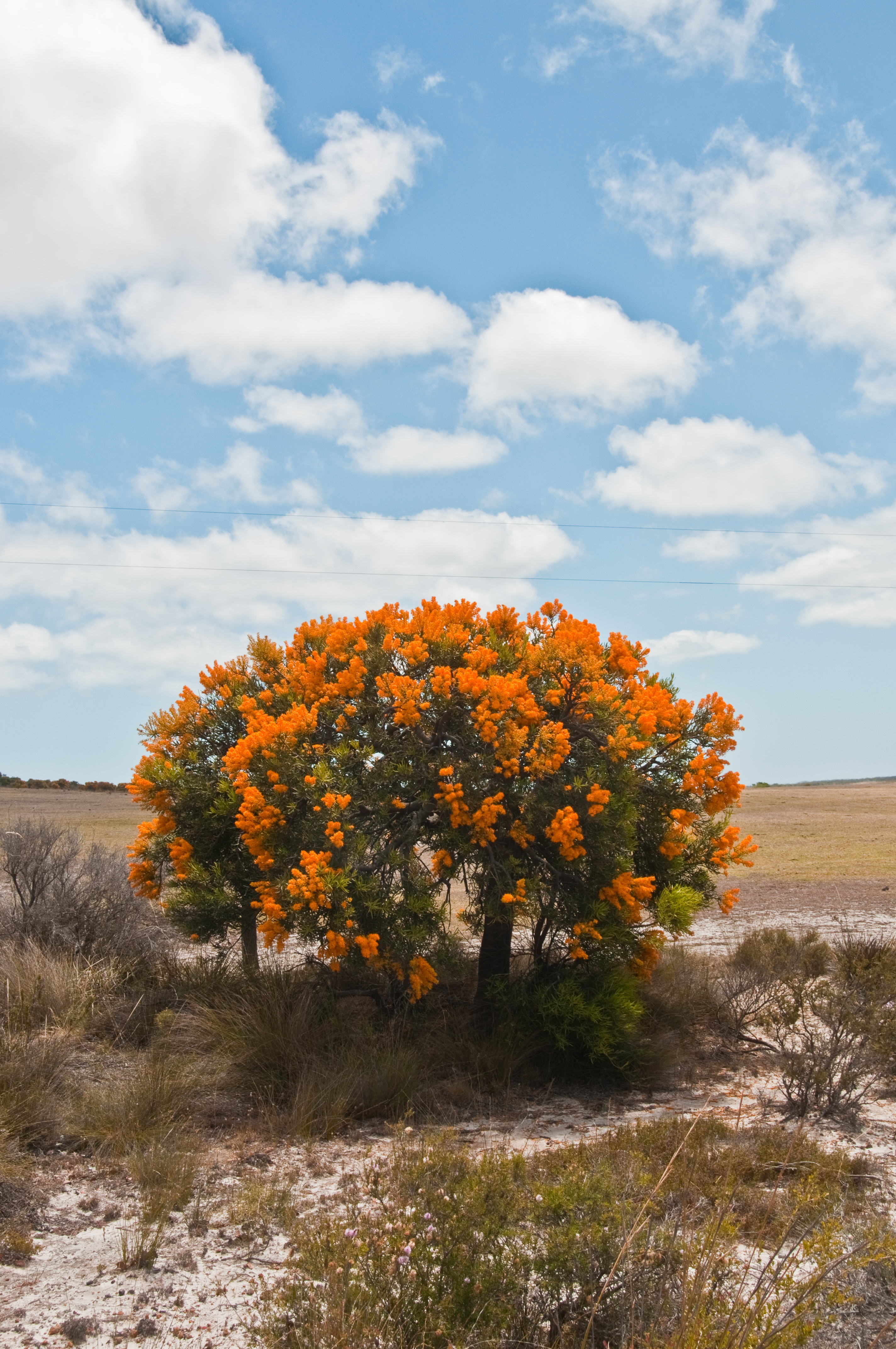

Nuytsia floribunda, appelé communément l'arbre de Noël de l'Australie-Occidentale, est une espèce de plantes à fleurs de la famille des Loranthaceae. C'est un arbre parasite rencontré dans cet état d'Australie-Occidentale. Il est célèbre pour ses fleurs d'un jaune brillant qui s'épanouissent autour de Noël (en été en Australie). Il peut atteindre 10 mètres de haut et fait partie de la famille des Loranthaceae comme le gui.
C'est un hémiparasite: il est capable de faire la photosynthèse mais emprunte l'eau et les sels minéraux à son hôte. Les racines de la plante se fixent sur les racines des plantes voisines et accaparent leurs nutriments ce qui peut ralentir la croissance de la plante parasitée sans en provoquer la mort. Les racines peuvent aussi s'enrouler autour de câbles souterrains, les confondant avec des racines.

## Taxonomie
Initialement décrite par Labillardière et nommée Loranthus floribundus, mais plus tard nommée Nuytsia floribunda par Robert Brown

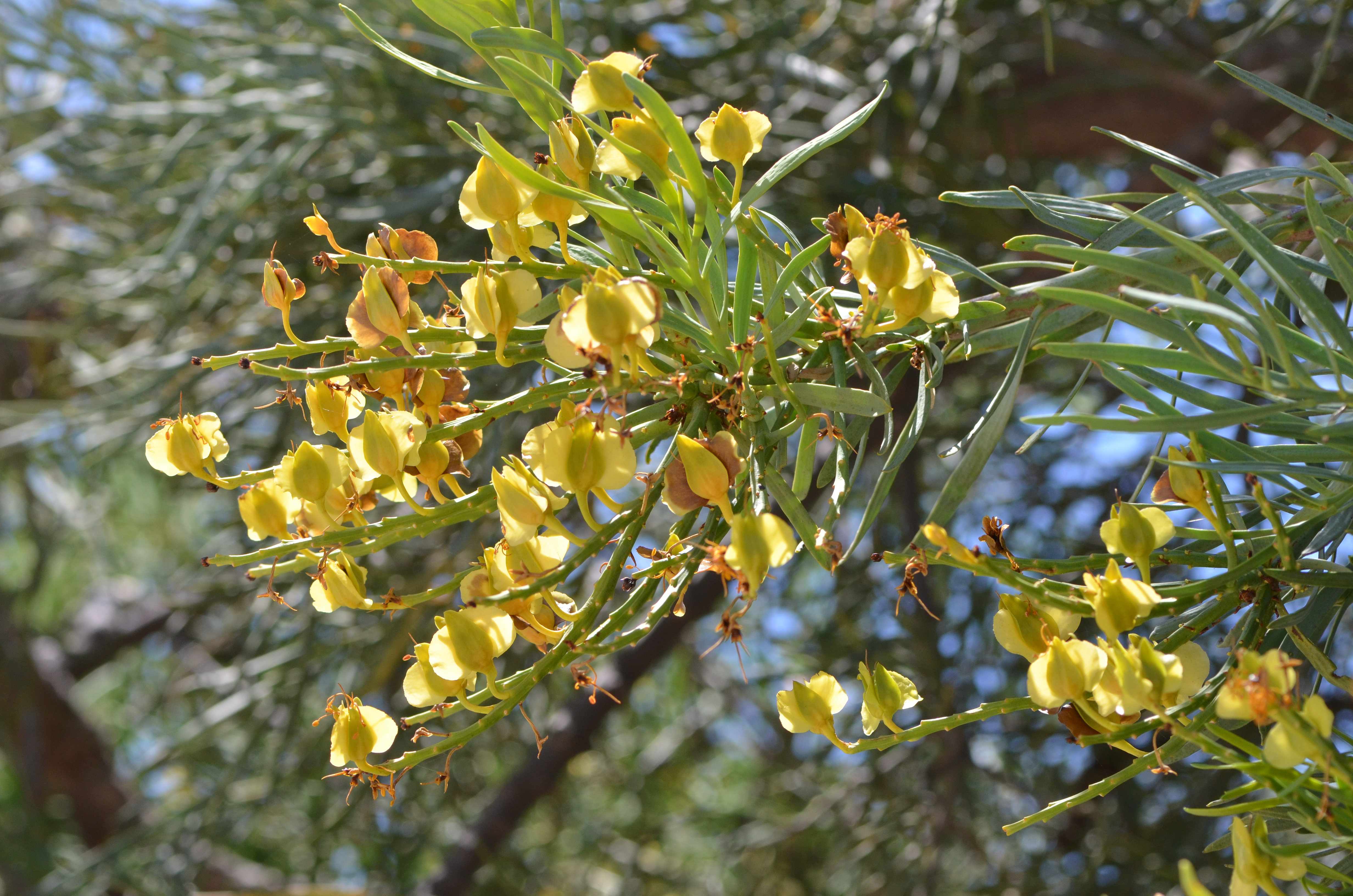

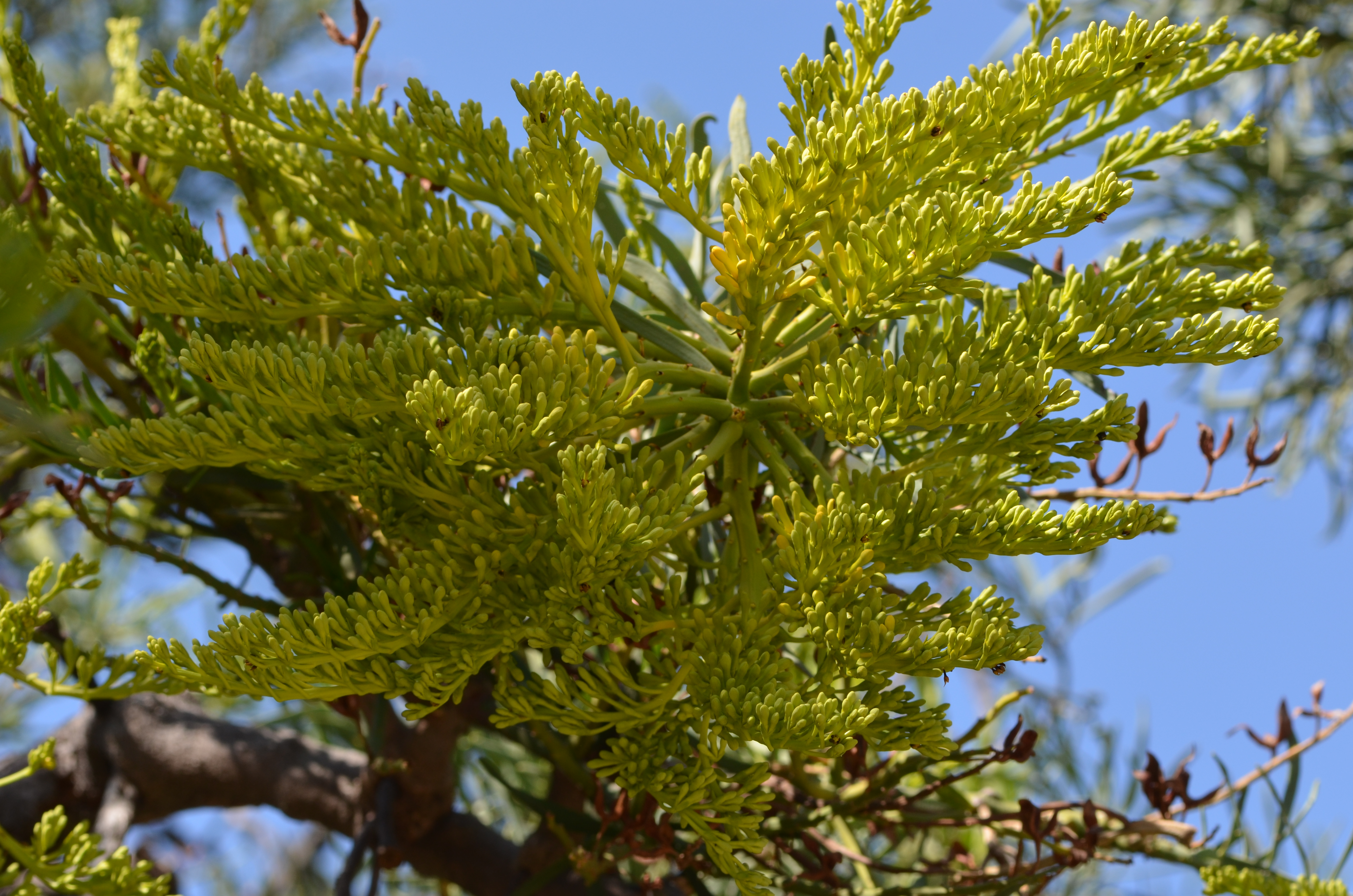